# Christ Church, Oxford

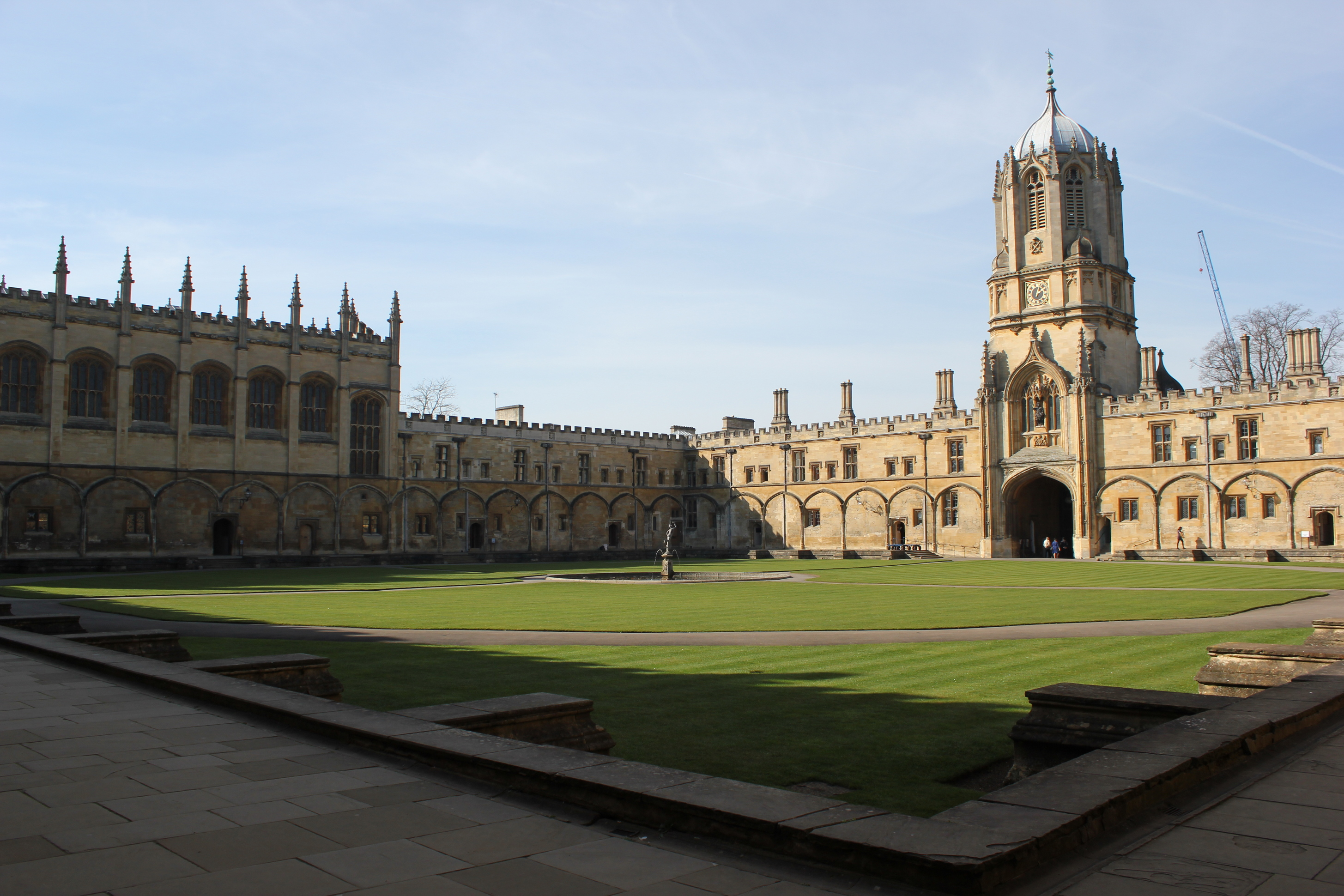
Tom Quad, vy mot Tom Tower. Till vänster byggnaden med collegets stora sal.

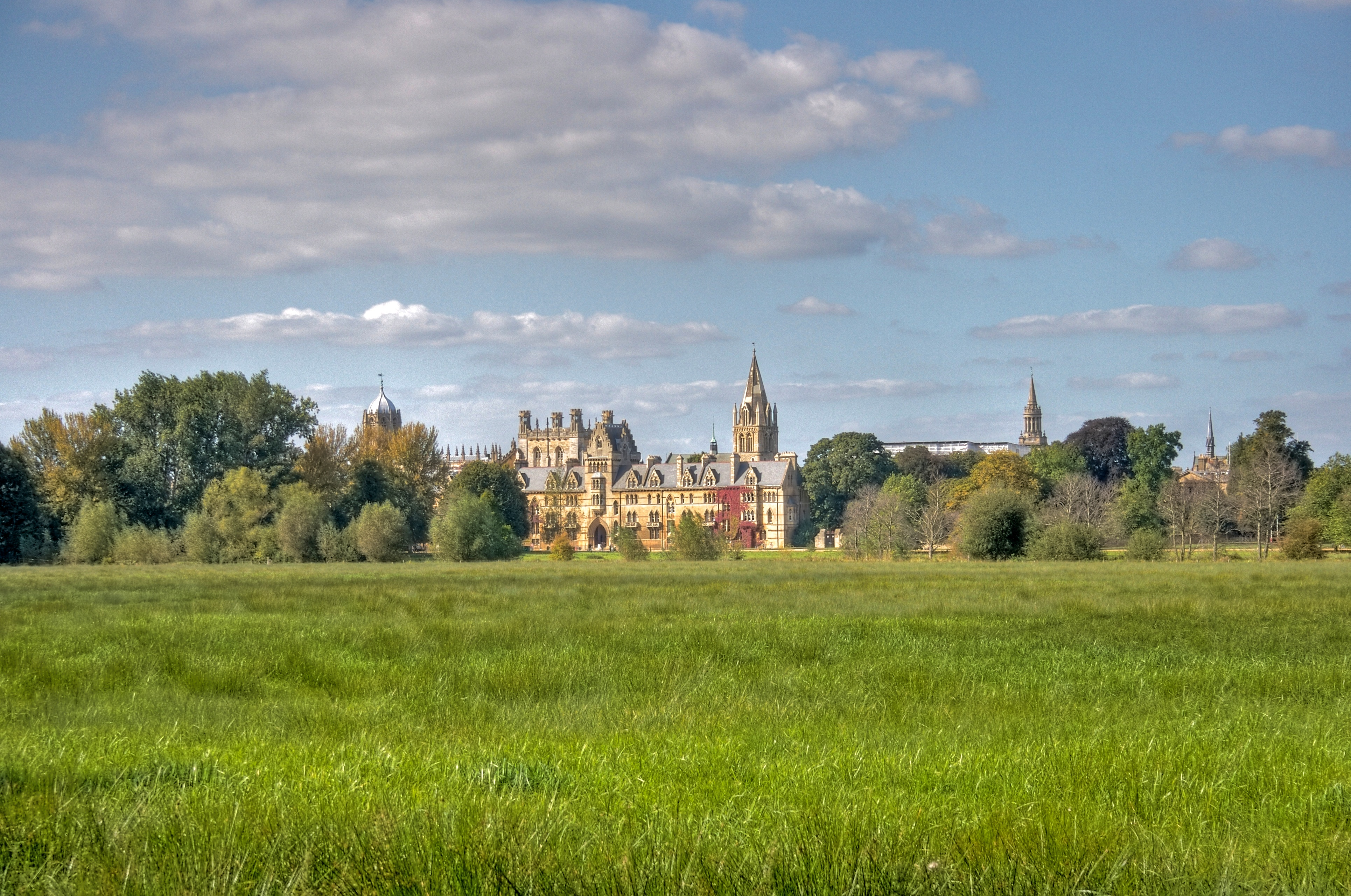
Vy över Christ Church Meadow mot Christ Churchs Meadow Building. I bakgrunden Tom Tower och katedralens torn.

Christ Church, formellt The Dean, Chapter and Students of the Cathedral Church of Christ in Oxford of the Foundation of King Henry the Eighth, är ett av Oxfords universitets största college. Det grundades 1546 av kung Henrik VIII av England, på platsen för Cardinal College som kardinal Wolsey tidigare grundlagt 1525 men som konfiskerades av kronan när kardinalen föll i onåd. 
Byggnadskomplexet och organisationen omfattar även Oxfords domkyrka inom den engelska kyrkan, Christ Church Cathedral. Katedralen fungerar samtidigt som collegets kapell och dess dekan är samtidigt collegets överhuvud. Collegets beskyddare är traditionellt den regerande monarken av Storbritannien.

## Historia
I början av Henrik VIII:s regering var kardinal Thomas Wolsey Storbritanniens mäktigaste man, näst kungen. Han utbildades vid Magdalen College i Oxford och blev så småningom ärkebiskop av York, påvens särskilde sändebud (legat) och lordkansler (bland annat talman i överhuset). Kung Henrik VIII ville skilja sig från sin drottning, Katarina av Aragonien, något som förbjöds i katolsk tro, och Wolsey kom därmed att hamna i kläm mellan kyrkan och sin världslige herre. När han så vägrade kungen skilsmässa tog den uppretade kungen hämnd genom att frånta Wolsey all egendom – inklusive Wolseys nya projekt Cardinal College, grundat 1525 men endast till tre fjärdedelar färdigställt när Wolsey föll i onåd. Kungen ”återgrundade” Christ Church på basis av det som var Cardinal College och inkorporerade också klosterkyrkan S:t Frideswide i anläggningen, den kyrka som efter reformationen blev Oxfords katedral. 
Colleget var i över fyrahundra år endast öppet för manliga studenter men antar sedan 1980 både kvinnliga och manliga studenter.
Staden Christchurch på Nya Zeeland är namngiven efter Christ Church i Oxford.

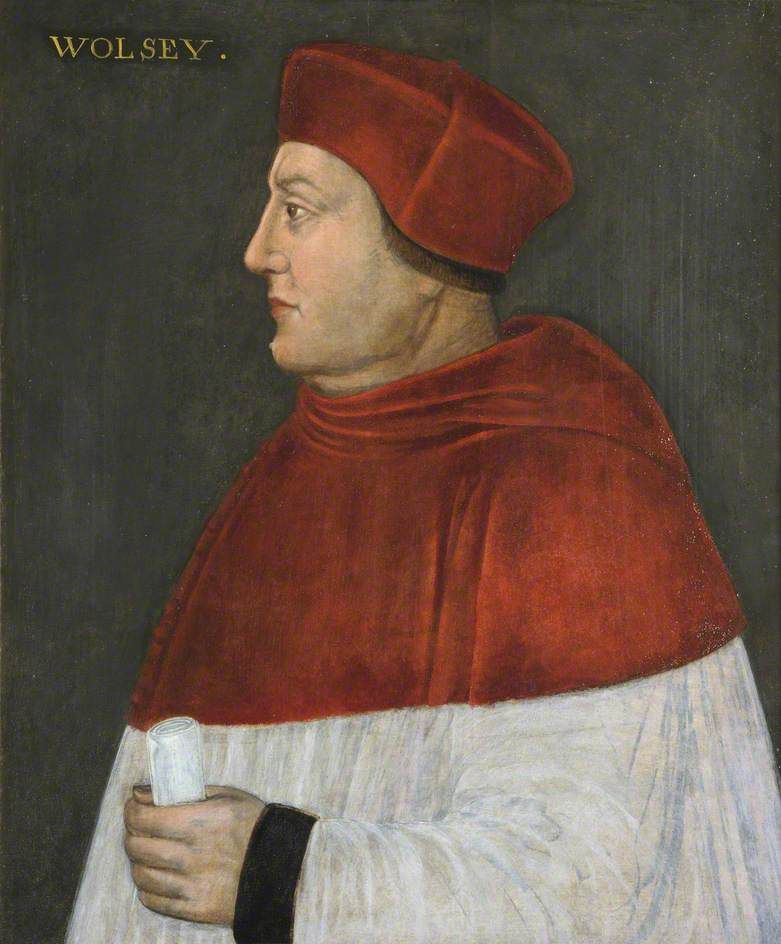
Kardinal Wolsey, porträtt målat av Sampson Strong.
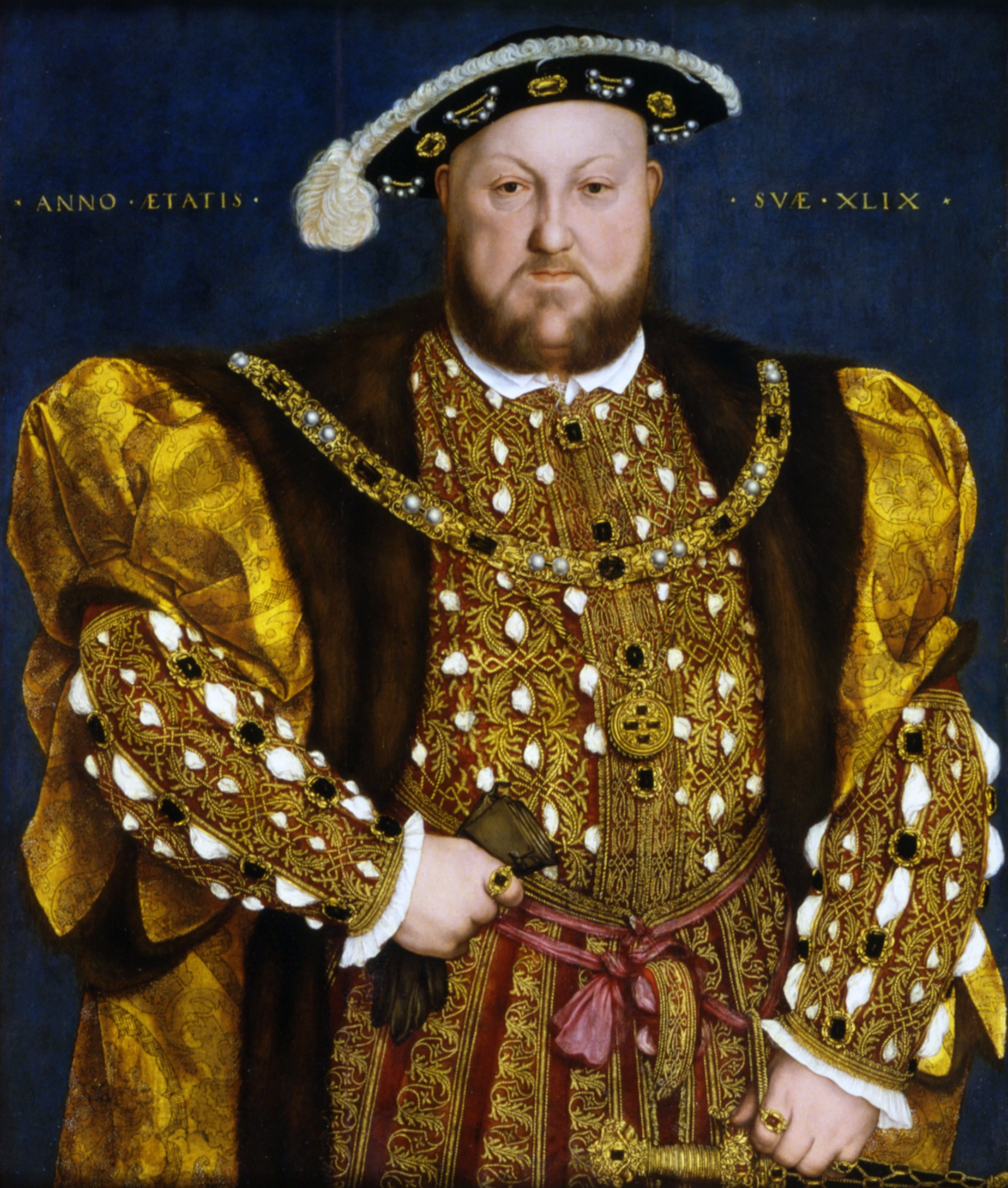
Henrik VIII, kopia av porträtt målat av Hans Holbein den yngre.

## Arkitektur och byggnader

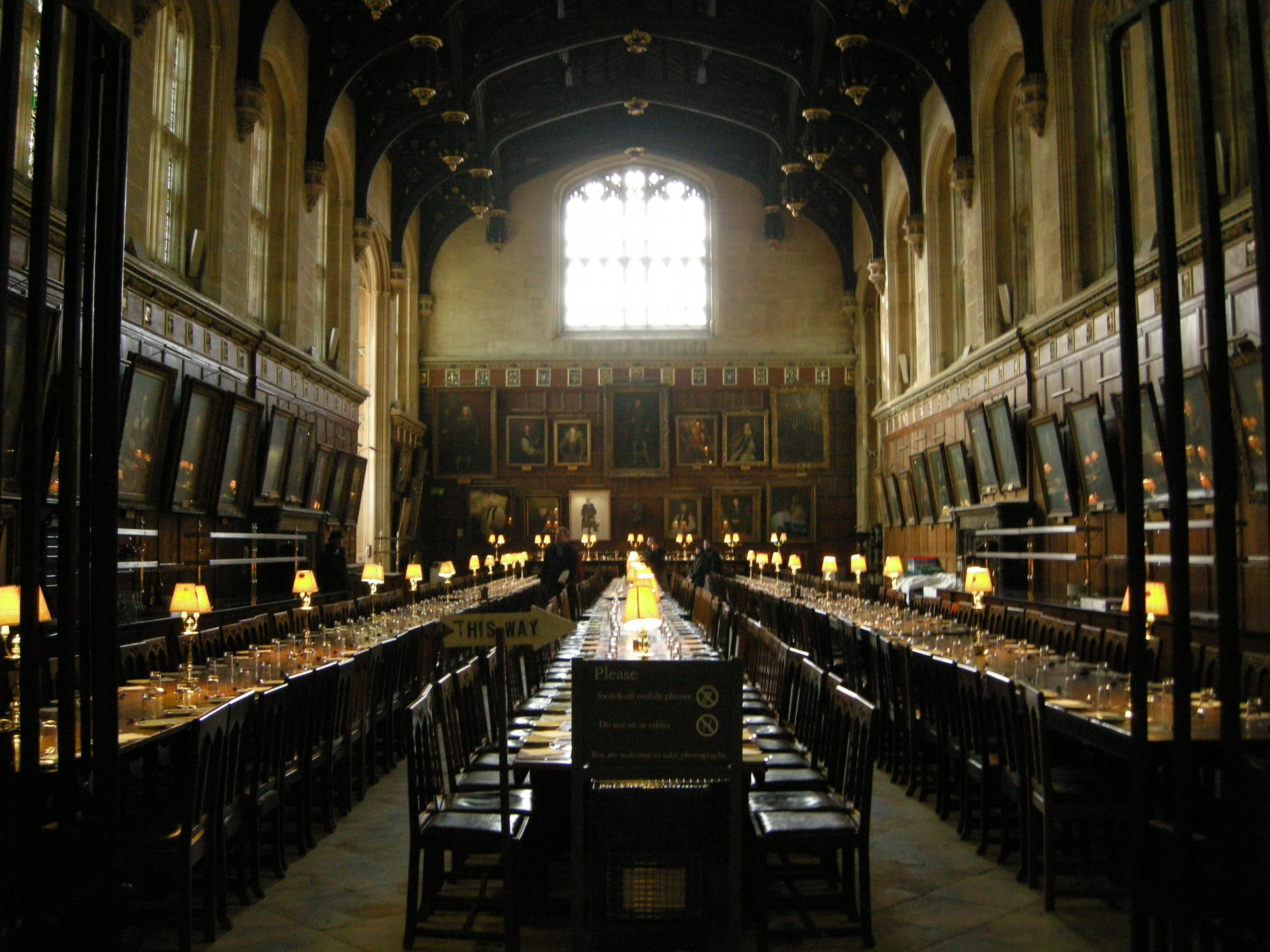
Stora matsalen.

Collegeområdet täcker en total yta på omkring 71 hektar i södra utkanten av Oxfords innerstad, vilket även omfattar ängsområdet Christ Church Meadow söder om colleget som är en park öppen för allmänheten. Ängen är bland annat historiskt känd som platsen där den engelska ballongpionjären James Sadler 1783 blev den första engelsmannen att göra en varmluftsballongsuppstigning.
Collegets centrala byggnader är ett exempel på sen perpendikulärstil och tidig tudorarkitektur, men inkorporerar både äldre element (katedralens äldsta delar i normandisk stil) och yngre flygelbyggnader i klassicistisk och nygotisk stil såväl som moderna funktionalistiska byggnader. 
Collegets västra huvudingång leder till Tom Quad, den stora kvadratiska huvudinnergården som är den största i Oxford. Gården planerades ursprungligen som en korsgång, och stöd för de valv som aldrig uppfördes finns fortfarande synliga omkring gården. Ingången till Tom Quad kröns av Tom Tower, klocktornet som uppkallats efter klockan Great Tom och som ritats av Christopher Wren. Tornet stod efter collegets grundande ofullbordat i över hundra år, men Wrens torn är ett sällsynt tidigt exempel från barockepoken på en tillbyggnad i nygotisk stil. 
I mitten av Tom Quad står en fontän i form av den romerska guden Mercurius. Fontänen är historiskt ökänd för att sportigare studenter har kastat i mer intellektuella studenter, en ritual som bland annat beskrivits av Gwendolyn Cecil i hennes biografi över sin far, premiärministern Robert Gascoyne-Cecil, 3:e markis av Salisbury, som studerade vid colleget på 1840-talet, samt av Evelyn Waugh i En förlorad värld (1945).
I östra delen av Tom Quad ligger ingången till Christ Church-katedralen. Katedralen, ursprungligen uppförd i slutet av 1100-talet som S:t Frideswides klosterkyrka, är unik eftersom den är det enda universitetskapellet i Storbritannien som samtidigt är domkyrka. I sydost ligger ingången till collegets stora matsal. Salen är historiskt känd som mötesplats för det rojalistiska parlamentet under Karl I:s tid i Oxford under engelska inbördeskriget, och har i senare tid bland annat använts som inspelningsplats för Harry Potter och de vises sten.

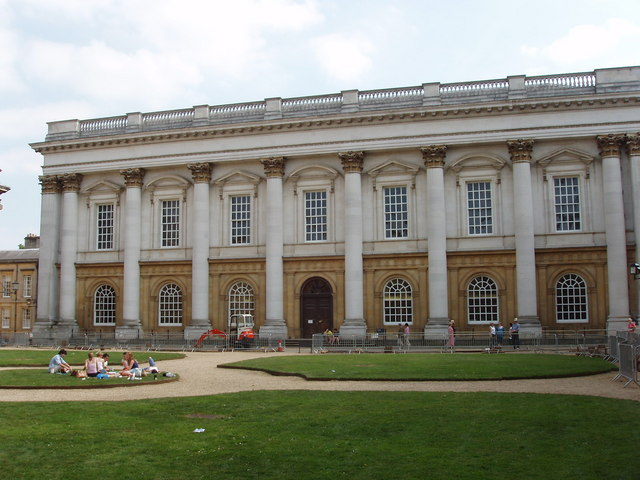
Biblioteksbyggnaden.

Christ Churchs bibliotek i georgiansk stil ligger i norra delen av collegeområdet och omgärdas av flera innergårdar. Till väster om biblioteket och norr om Tom Quad ligger den moderna Blue Boar Quadrangle. Norr om biblioteket ligger Peckwater Quadrangle, ritad i palladiansk stil av Henry Aldrich i början av 1700-talet. Öster om biblioteket ligger Canterbury Quadrangle, ritad av James Wyatt och färdigställd 1783. Collegets södra flygel mot ängarna kallas Meadow Building och uppfördes 1862–1866 i venetiansk nygotisk stil, ritad av den irländska arkitekten Thomas Deane. Här finns många av collegets studentrum samt ingången för betalande besökare till colleget.

## Kända alumner
Christ Church har haft en lång rad kända studenter inom olika områden.
Till de mest kända studenterna inom litteraturens område hör författaren och matematikern Lewis Carroll samt poeten W. H. Auden.
Kända politiker och statsmän som studerat vid colleget omfattar bland andra kung Edvard VII av Storbritannien, kung Vilhelm II av Nederländerna och premiärministrarna Anthony Eden (premiärminister 1955–1957), William Gladstone (1828–1831), Robert Peel (1841–1846) och Archibald Primrose (1894–1895); totalt har tretton brittiska premiärministrar studerat vid colleget.
Till kända filosofer som studerat vid colleget hör John Locke, John Rawls, A. J. Ayer, Gilbert Ryle, Michael Dummett, John Searle och Daniel Dennett.
Genom sin långa association med den engelska kyrkan har colleget haft en rad kända teologer som studenter, bland dessa John Charles Ryle, biskop av Liverpool 1880–1900, metodistledaren John Wesley, grundaren av provinsen Pennsylvania William Penn, Oxfordbiskopen och historikern William Stubbs samt den tidigare ärkebiskopen av Canterbury Rowan Williams.
Kända naturvetare och medicinare som studerat vid colleget är bland andra naturfilosofen Robert Hooke, utvecklingsbiologen och nobelpristagaren John Gurdon, läkarna Archibald Garrod och William Osler, radioastronomen Martin Ryle, psykologen Edward de Bono och epidemiologen Richard Doll.
Entreprenörerna Cameron och Tyler Winklevoss, kända genom den sociala plattformen HarvardConnection och sina kopplingar till Mark Zuckerberg och det som senare blev Facebook, studerade också vid colleget, liksom racerföraren Max Mosley och komikern och skådespelaren Michael Palin, känd från Monty Python.

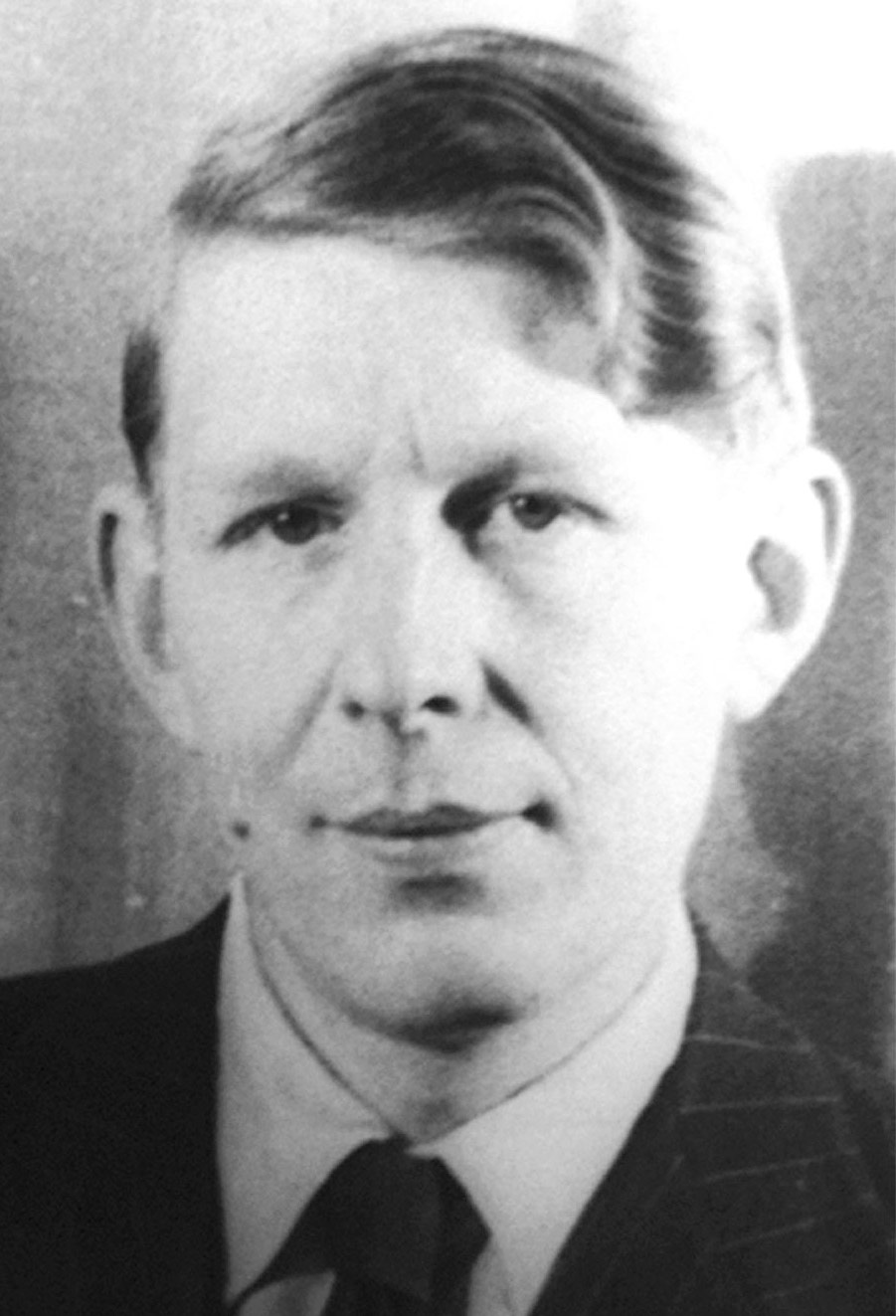
W. H. Auden
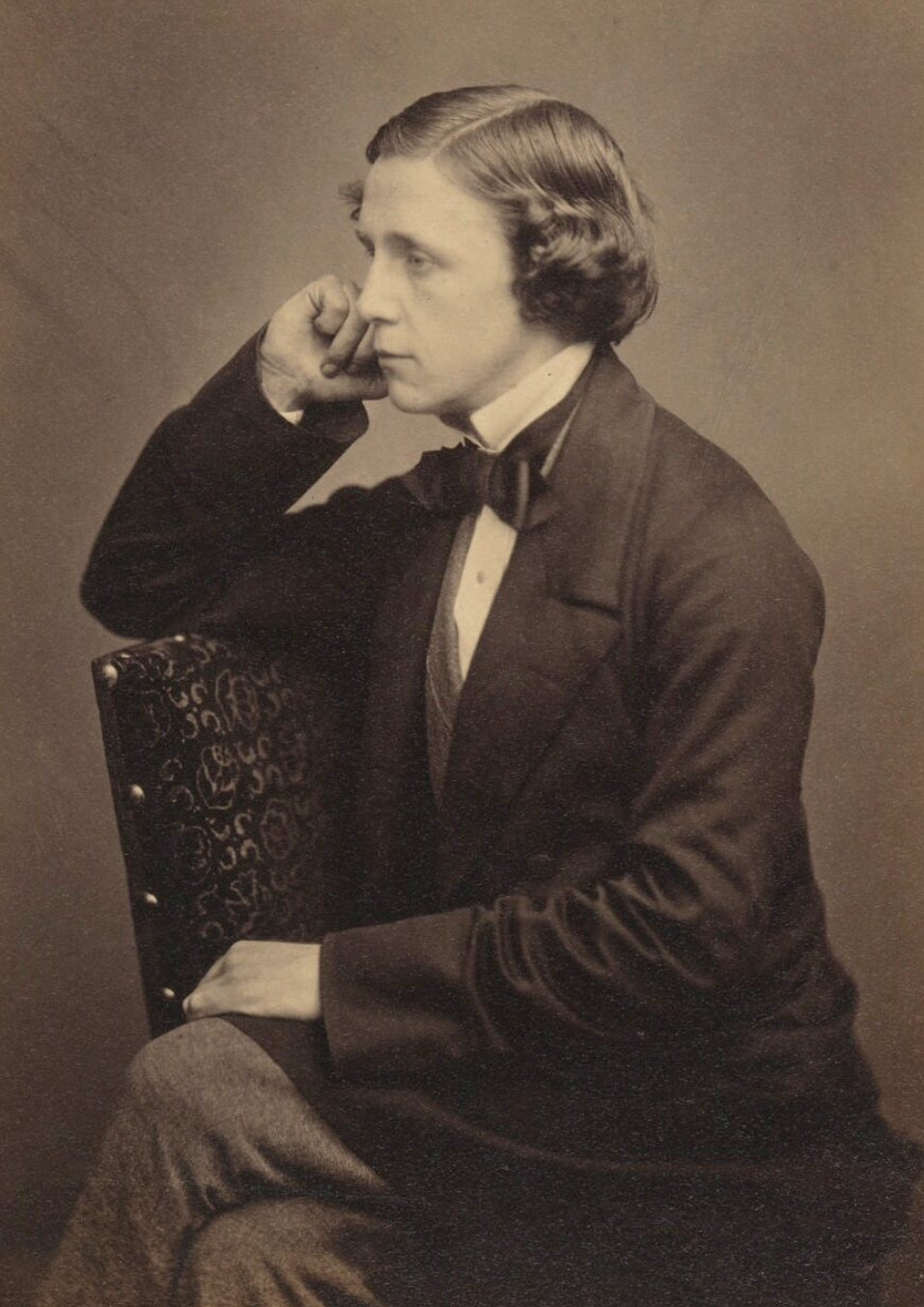
Lewis Carroll
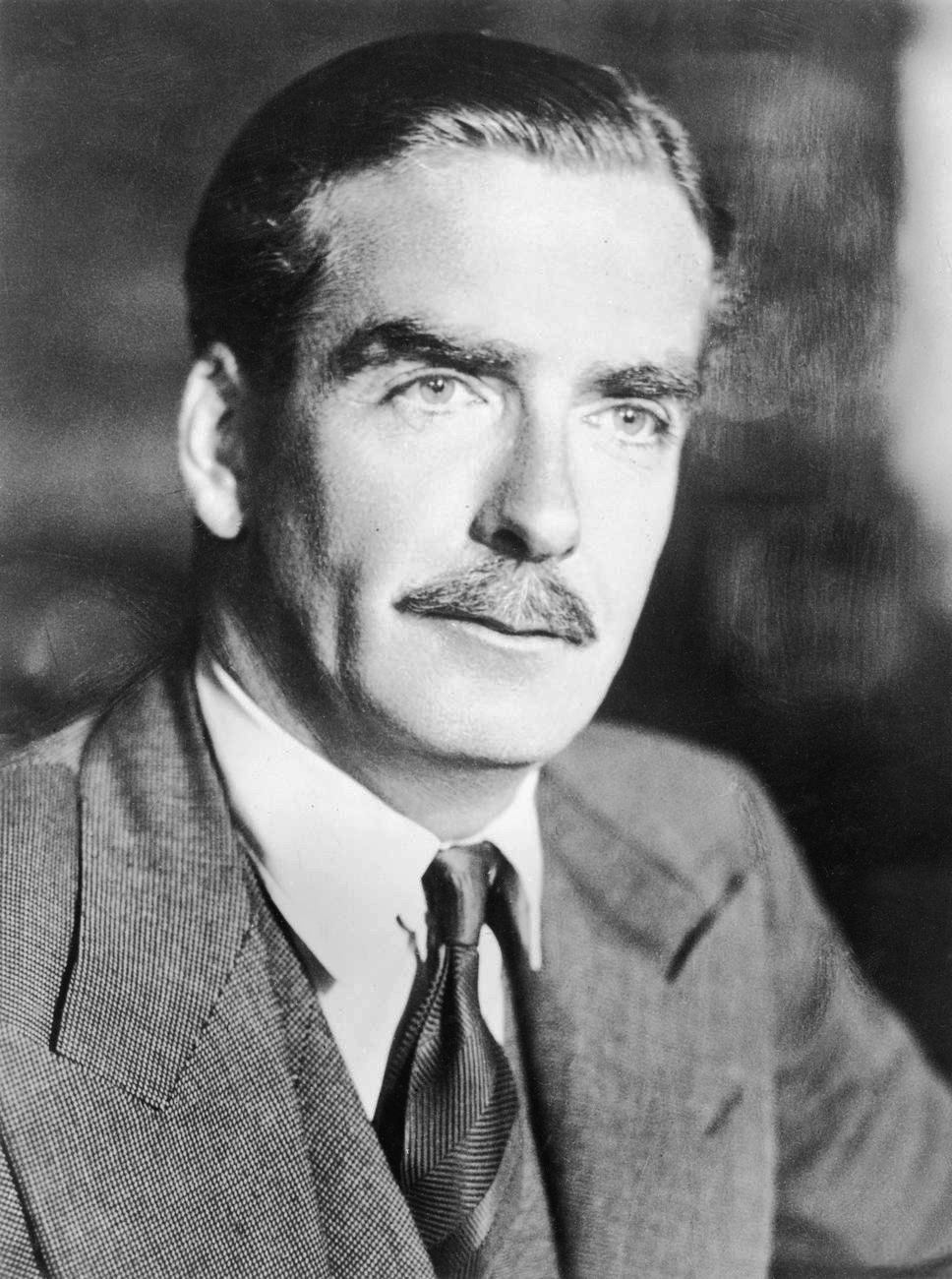
Anthony Eden
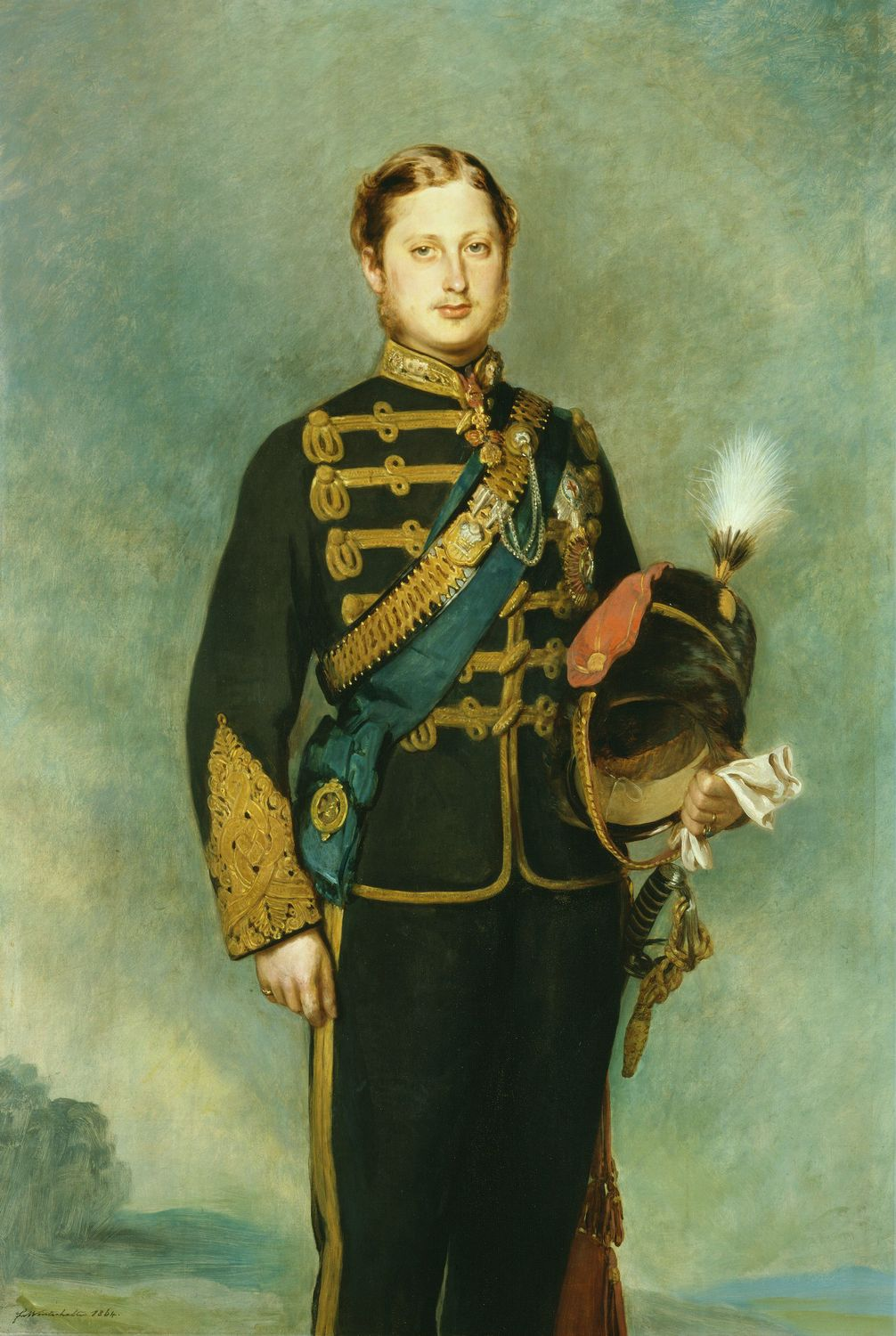
Edward VII som prins av Wales.
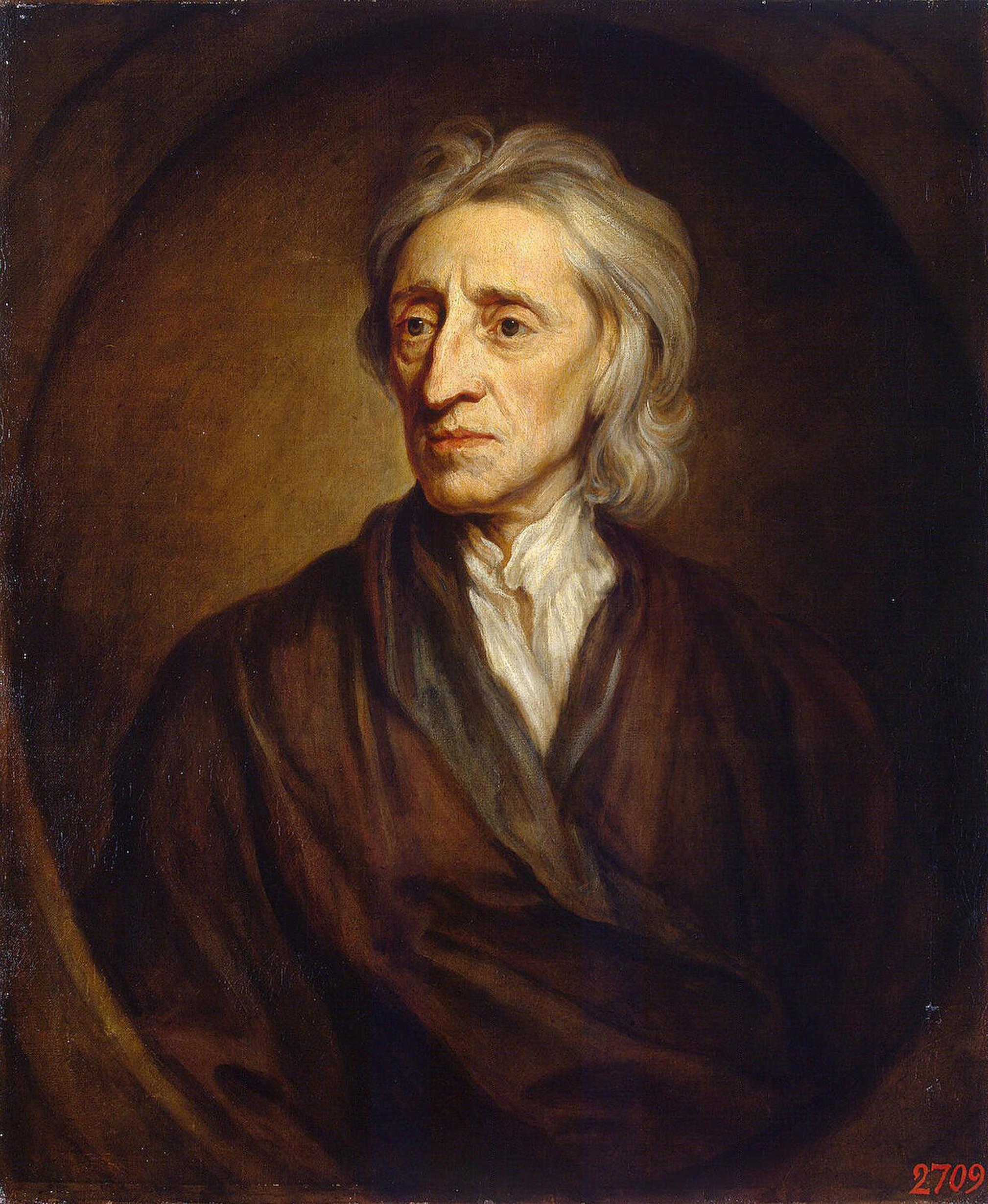
John Locke
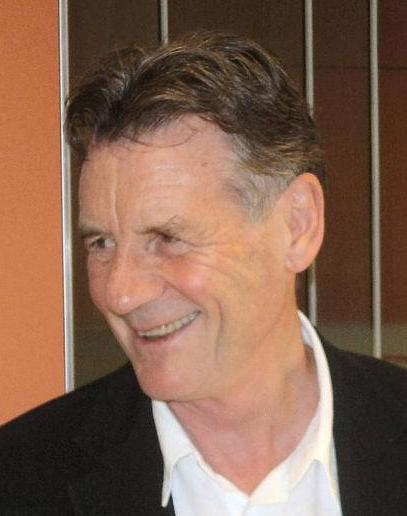
Michael Palin
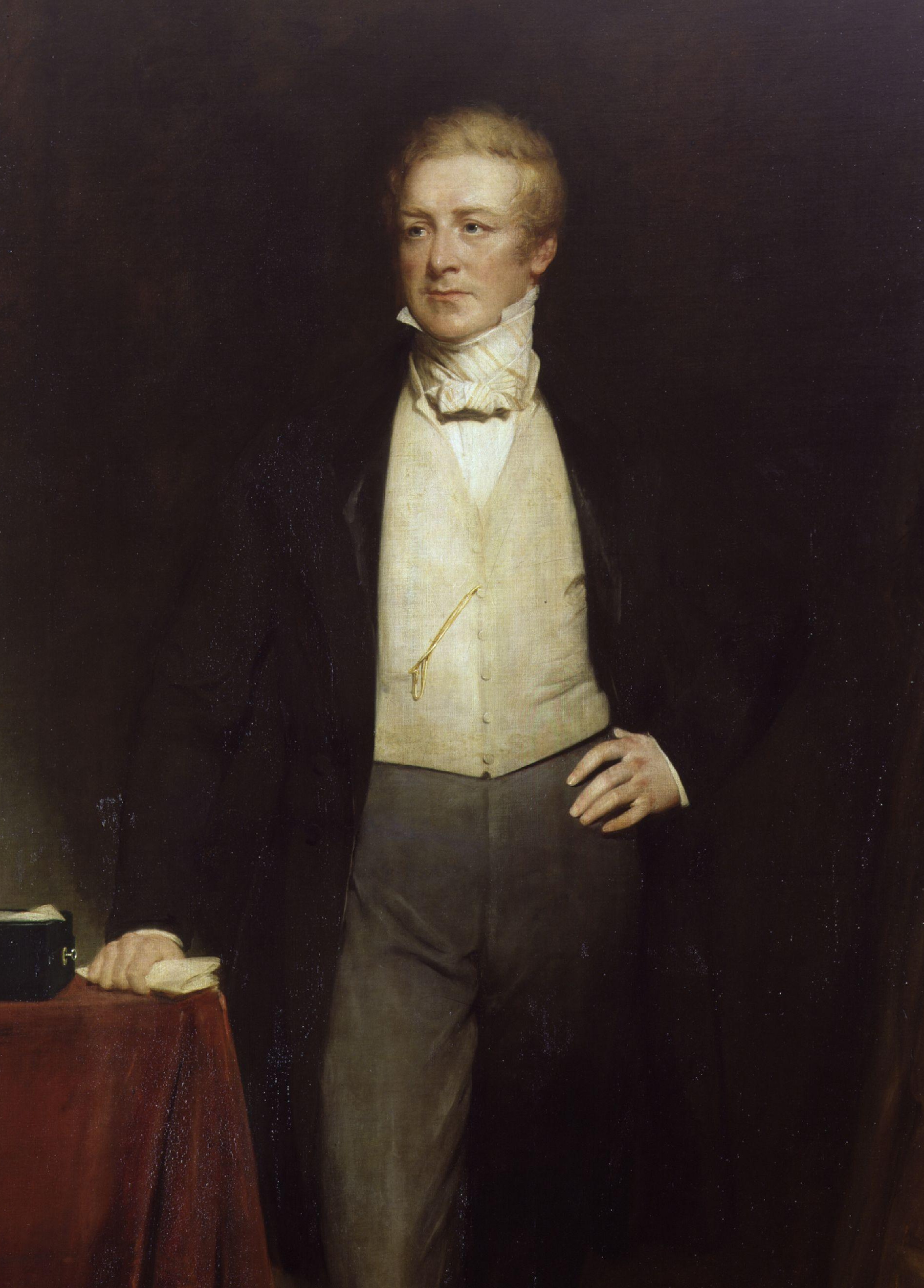
Robert Peel

## Professurer
- Lady Margaret Professor of Divinity

## Inom fiktion
William Shakespeare omnämner colleget i sin pjäs Henrik VIII (1613). I svensk översättning lyder passagen, som syftar på kardinal Wolseys roll i Christ Churchs tillkomst:
| ” | GRIFFITH: Lärdomens tvillingar, som han har stiftat, Ipswich och Oxford! – Utav dem den ena Med honom föll; ej sin välgörare Den överleva ville; men den andra Ej fullväxt än, har dock så ryktbar blivit, Så härlig uti konst, så blomstrande, Att ej dess make finns i kristenheten. | „ |
| – William Shakespeare, Henrik VIII (1613) (svensk övers. Carl August Hagberg 1861, med moderniserad stavning.) | |   |